# Planète rouge
Pour les articles homonymes, voir Planète rouge (homonymie).
Pour plus de détails, voir Fiche technique et Distribution.
Planète rouge (Red Planet) est un film australo-américain réalisé par Antony Hoffman, sorti en 2000.

## Synopsis
En 2057, face à une Terre menacée par une crise écologique en raison de la pollution et de la surpopulation, des missions interplanétaires automatisées sont envoyées sur Mars pour y installer des postes avancés et semer des algues afin d'oxygéner cette planète qui est devenue l'ultime salut de l’humanité. La NASA décide d'envoyer la première expédition humaine sur Mars pour enquêter sur les raisons d'une baisse subite du taux d'oxygène risquant de mettre en péril le projet de terraformation. L'équipage de Mars-1 est composé du commandant Kate Bowman, du pilote Santen, de l'ingénieur systèmes Gallagher, du généticien Burchenal, du philosophe Chantilas et du scientifique Pettengil spécialisé dans la terraformation.
Après 180 jours de voyage, l'expédition arrive près de Mars mais un sursaut gamma dû à une soudaine éruption solaire force Bowman à faire atterrir ses hommes en catastrophe sur la planète rouge tandis qu'elle reste à bord du vaisseau en perdition et parvient à enfiler une combinaison spatiale et ouvrir une trappe extérieure pour étouffer le feu qui avait envahi Mars-1. L'atterrissage rude de la capsule fait exploser la rate de Chantilas qui meurt.
Le reste de l'équipage sur Mars part à la recherche de HAB 1, habitat automatisé qui a des réserves de nourriture et d'oxygène, mais ce dernier est mystérieusement détruit. Une violente dispute entre Pettengill et Santen sur le devenir de la mission conduit ce premier à tuer accidentellement le pilote. Alors que Gallagher suffoque par manque d'oxygène, il ôte son casque pour abréger ses souffrances, mais constate avec surprise que l'air de Mars est respirable. L'ingénieur parvient à construire une radio avec des pièces du rover martien Sojourner et contacte le vaisseau en orbite. Bowman demande aux trois hommes restants de rejoindre la sonde russe Kosmos et de la reprogrammer pour la faire décoller et rejoindre le vaisseau-mère. Sur le chemin, ils essuient une tempête qui les force à se réfugier dans une grotte. Pettengill profite de l'assoupissement de ses collègues pour s'enfuir avec la radio et retrouver la sonde avant eux.
Mais AMEE, le petit robot militaire d'exploration qui les accompagne, s'est déréglé lors de l'atterrissage violent et tue Pettengill. L'accalmie revenue, Gallagher et Burchenal retrouvent le corps de Pettengill infesté, mais Gallagher trouve de petits insectes carnivores qui se nourrissent des champs d'algues sur Mars, à l'origine de la baisse d'oxygène initiale mais dont le métabolisme respiratoire produit plus efficacement de l'oxygène que les algues. Burchenal, blessé, perd du sang, ce qui provoque une attaque d'insectes. Plutôt que d'être mangé vivant, il s'auto-immole à l'aide d'une mini-charge nucléaire. Gallagher rejoint Kosmos et tue AMEE pour récupérer sa batterie et alimenter électriquement la sonde. Bowman parvient à récupérer son coéquipier. Les deux rescapés, amoureux, retournent sur Terre avec un échantillon de deux insectes qui sauveront peut-être l'humanité.

## Fiche technique
Sauf indication contraire, les informations mentionnées dans cette section peuvent être confirmées par la base de données cinématographiques IMDb,  présente dans la section « Liens externes ».
- Titre original : Red Planet
- Titre français : Planète rouge
- Réalisation : Antony Hoffman
- Scénario : Jonathan Lemkin et Chuck Pfarrer, d'après une histoire de Chuck Pfarrer
- Musique : Graeme Revell
- Direction artistique : Hugh Bateup et Catherine Mansill
- Décors : Owen Paterson
- Costumes : Kym Barrett
- Photographie : Peter Suschitzky
- Montage : Robert K. Lambert et Dallas Puett
- Production : Bruce Berman, Mark Canton et Jorge Saralegui
- Production déléguée : Andrew Mason, Chuck Pfarrer et Charles J. D. Schlissel
- Sociétés de production : The Canton Company et Mars Production Pty. Ltd. ; NPV Entertainment et Village Roadshow Pictures (associations)
- Société de distribution : Warner Bros.
- Budget : 75 millions de dollars[réf. nécessaire]
- Pays de production :  États-Unis /  Australie
- Langue originale : anglais
- Format : couleur - 2,35:1 - DTS / Dolby Digital / SDDS - 35 mm
- Genres : science-fiction ; action, thriller
- Durée : 106 minutes
- Dates de sortie :
  - États-Unis : 6 novembre 2000 (avant-première) ; 10 novembre 2000 (sortie nationale)
  - France : 29 novembre 2000
  - Belgique : 6 décembre 2000
  - Australie : 7 décembre 2000

## Distribution
- Carrie-Anne Moss (VF : Danièle Douet, VQ : Nathalie Coupal) : le commandant Kate Bowman
- Val Kilmer (VF : Emmanuel Jacomy, VQ : François L'Écuyer) : Robby Gallagher
- Benjamin Bratt (VF : Bernard Gabay, VQ : Pierre Auger) : le lieutenant Ted Santen
- Tom Sizemore (VF : Patrick Guillemin, VQ : Luis de Cespedes) : Dr Quinn Burchenal
- Simon Baker (VF : Bruno Choël, VQ : Jean-Luc Montminy) : Chip Pettengill
- Terence Stamp (VF : Michel Ruhl, VQ : André Montmorency) : Dr Bud Chantilas
- Jessica Morton : le fanatique du site web
- Caroline Bossi (VF : Véronique Augereau) : le fanatique du site web
- Bob Neill (VF : Pierre Dourlens, VQ : Daniel Picard) : Contrôle Mission Houston (voix off)

## Production

### Tournage
Le tournage, a lieu, entre le 30 août et le 24 décembre 1999, en Jordanie, au Wadi Rum pour servir décors des canyons de la planète Mars, ainsi qu'en Australie dans l'Australie-Méridionale — dont le Breakaways Reserve (en), à 34 km au nord de Coober Pedy, et l'arrière-pays de l’Outback pour en faire la surface de la planète rouge — et dans la Nouvelle-Galles du Sud — dont Sydney (Boral Quarry, Homebush Bay et aux Mentmore House Studios).

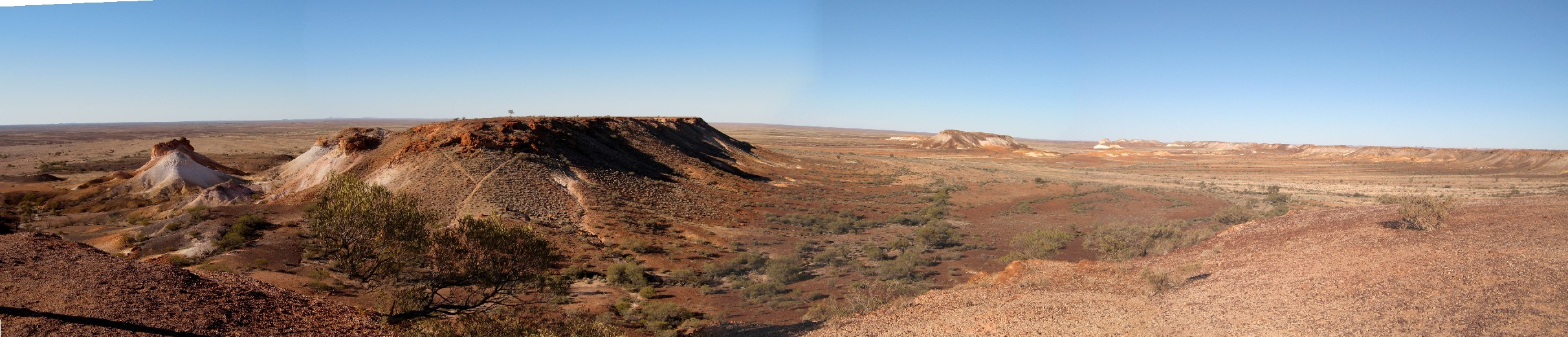
Le Breakaways Reserve à 34 km au nord de Coober Pedy.

### Musique
La musique du film est composée par Graeme Revell, et chantée par Emma Shapplin, dont la bande originale comprend :
1. The Tower That Ate People, de Peter Gabriel (04:05)
2. The Inferno, d'Emma Shapplin et Graeme Revell (04:31)
3. A Thousand Years, de Sting (05:57)
4. Mars Red Planet, de Graeme Revell (03:25)
5. The Fifth Heaven, d'Emma Shapplin et Graeme Revell (04:53)
6. Mantok Point, de Strange Cargo (07:13)
7. Canto XXX, d'Emma Shapplin et Graeme Revell (05:11)
8. Alone, de Graeme Revell (02:13)
9. Dante's Eternal Flame, de Melissa Kaplan et Graeme Revell (03:40)
10. Crash Landing, de Graeme Revell (05:13)
11. The Tower That Ate People, de Peter Gabriel (06:27 ; remix)
12. When The World Is Running Down (You Can't Go Wrong), de Different Gear Vs. The Police (03:35)

## Accueil

### Critiques
Sur l'agrégateur américain Rotten Tomatoes, le film récolte 14 % d'opinions favorables pour 102 critiques. Sur Metacritic, il obtient une note moyenne de 34⁄100 pour 27 critiques.
En France, le site Allociné propose une note moyenne de 2,3⁄5 à partir de l'interprétation de critiques provenant de 13 titres de presse.

## Distinction

### Nomination
- Las Vegas Film Critics Society Awards 2000 : meilleure chanson The Tower That Ate People de Peter Gabriel[6]